# Victor Interactive Software
Victor Interactive Software, Inc. (ou VIS) est une entreprise fondée en 1996 quand Pack-in-video fusionne avec Victor Entertainment et disparue en 2003. Elle exerçait son activité dans le domaine du développement et l'édition de jeux vidéo en tant que filiale de l'entreprise japonaise Victor Entertainment.

## Description

Logo de Victor Interactive Software

Depuis sa création, Victor Interactive Software développe et distribue des jeux vidéo.
La filiale de Victor Entertainment Inc[précision nécessaire] fusionne le 1er octobre 1996 avec Pack-In-Video Co., Ltd. pour créer le groupe Victor Interactive Software.
Les licences les plus connues sont Harvest Moon et Keio Flying Squadron.
Le 31 mars 2003, Victor Interactive Software est racheté par Marvelous Entertainment, le nouveau groupe prend le nom de Marvelous Interactive Inc..

## Liste de jeux
- Boulder Dash
- Chulip
- Daihōshinden
- Dark Legend
- Dungeon Master
- Dungeon Master Nexus
- Flower, Sun, and Rain
- Harvest Moon 64
- Harvest Moon: A Wonderful Life
- Harvest Moon: Back to Nature
- Harvest Moon: Save the Homeland
- Jangō World Cup
- Keio Flying Squadron
- Metal Fangs
- RPM Racing
- Sorcerian
- Steep Slope Sliders
- The Legendary Axe
- The Secret of Monkey Island
- Vampire Hunter D